# Grasa de ballena

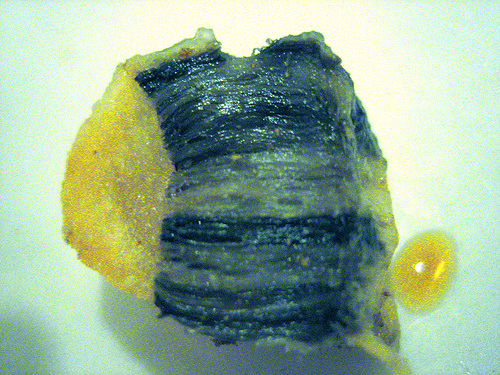
Grasa de ballena.

Se denomina grasa de ballena en forma genérica a una gruesa capa de tejido adiposo  vascularizado ubicada debajo de la piel de todos los cetáceos, pinípedos, pingüinos, y sirenios.

## Descripción
La grasa rica en lípidos y con fibras de colágeno conforma la hipodermis y recubre todo el cuerpo, excepto las partes de los apéndices. Se encuentra firmemente adherida a la musculatura y al esqueleto por una red estructurada de tendones y ligamentos, y puede representar hasta el 50 % de la masa corporal de algunos mamíferos marinos durante ciertos periodos de sus vidas. Si bien en los delfines y ballenas pequeñas puede tener unos 5 centímetros de espesor, en las ballenas grandes puede llegar a tener 50 centímetros de espesor, tales como en las ballenas franca y la boreal. Sin embargo, ello no es indicativo de la capacidad de las ballenas grandes para retener mejor el calor, ya que el espesor de la capa de grasa no afecta de manera significativa la pérdida de calor. Un mejor indicador de la capacidad de la ballena para retener calor es la concentración de agua y lípidos en la grasa, ya que el agua reduce la capacidad de retener calor, y los lípidos la aumentan.

## Función
La grasa es el principal reservorio de energía de algunos mamíferos, específicamente de aquellos que viven en el agua. Es especialmente importante para aquellas especies que se alimentan y reproducen en diversas partes de los océanos. Durante estos periodos, los animales metabolizan grasa. La grasa puede contribuir a que los mamíferos marinos ahorren energía, ya que contribuye a la flotabilidad durante su desplazamiento.
La grasa de la hipodermis se diferencia de otras formas de tejido adiposo por su gran espesor, lo cual provee un eficiente aislante térmico , lo que lo convierte en elemento esencial para la termorregulación. Esta grasa posee una mayor vascularización que otros tejidos adiposos.
La grasa posee ciertas ventajas comparada con la piel (como la que tienen las nutrias marinas) en cuanto a que si bien el pelambre retiene el calor mediante los burbujas de aire retenidas entre los pelos, el aire es liberado al ser sometido a presión (es decir cuando el animal se sumerge). Sin embargo la grasa, no se comprime al estar sometida a presión. Y es tan efectiva que algunas ballenas pueden deambular en aguas que llegan a estar a 4 °C. Al sumergirse en aguas frías, los vasos sanguíneos que recorren la grasa se contraen y disminuye el flujo de sangre, aumentando así la eficiencia de la grasa como aislante.
La grasa ayuda a la flotación y perfilado del cuerpo, ya que la red de complejos colágenos organizados sostienen las secciones transversales no circulares características de los cetáceos. La flotabilidad de la grasa puede ser problemática para aquellos mamíferos marinos que se alimentan de los fondos marinos tales como los sirenidos y los extintos perezosos marinos, y por ello es posible que ambos tengan un espesor menor de grasa.
Las investigaciones sobre la conductividad térmica de la grasa del delfín nariz de botella indican que su espesor y contenido de lípidos varían mucho de un individuo a otro y durante las distintas etapas de su vida. La grasa de delfines débiles es un aislante menos efectivo que la de adultos no preñados, los cuales a su vez tienen una mayor conductividad térmica que la grasa de las hembras preñadas y adolescentes.

## Influencia humana

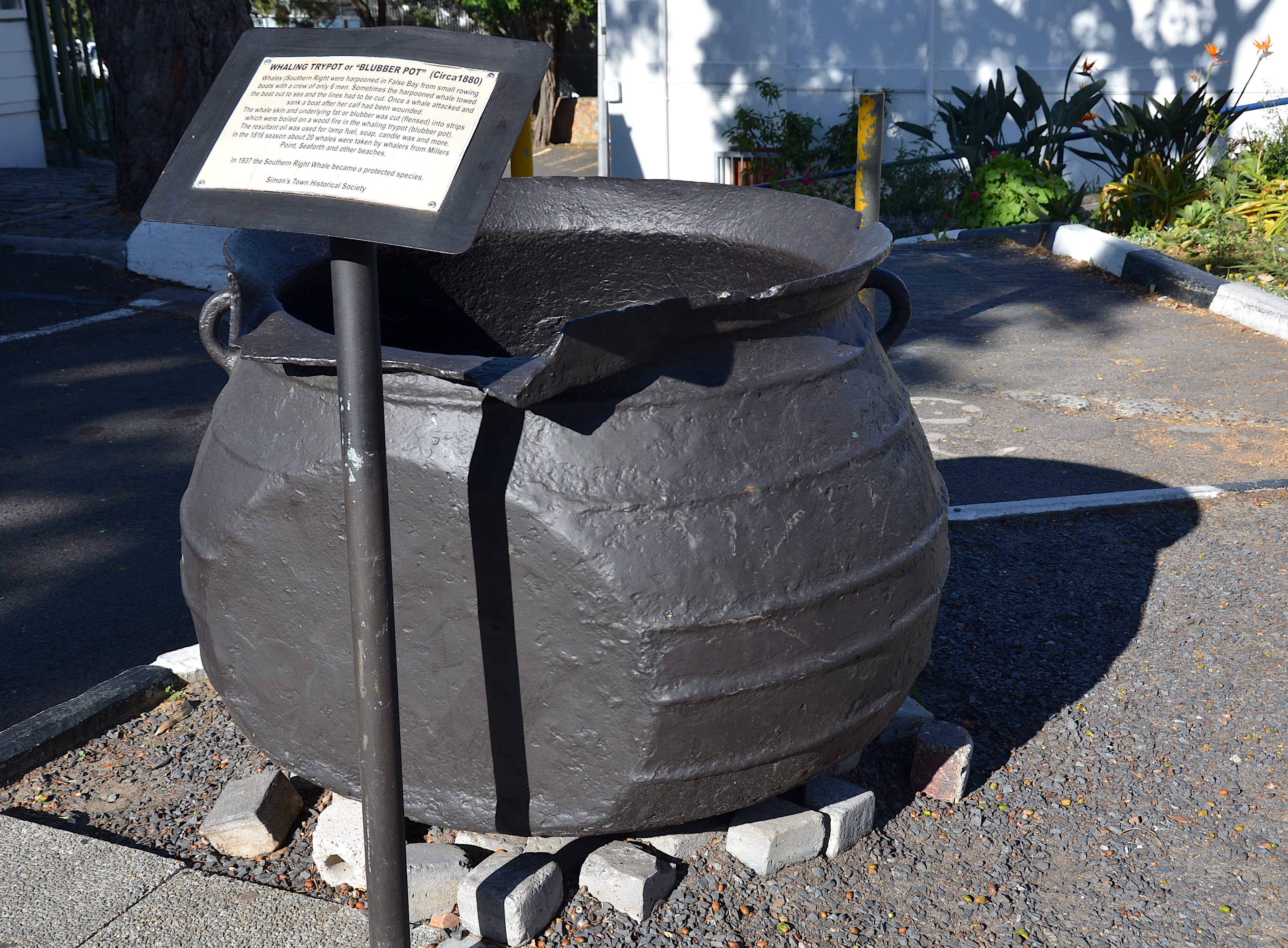
Caldero de grasa (usado para extraer el aceite a la grasa de ballena) en Simon's Town en Sudáfrica

### Usos
El uqhuq o uqsuq, («grasa de ballena» en lengua Inuktitut ) es un componente importante de las dietas tradicionales de los Inuit y otros pueblos del ártico, por su elevado valor energético y disponibilidad.
La caza de ballenas se centró en gran medida en la recolección de grasa: los balleneros le extraían el aceite hirviéndola en calderos, o más tarde, en barcos fábrica con tanques. El aceite se usaba en la fabricación de jabón, cuero y cosméticos. El aceite de ballena se usaba en velas como cera y en candiles como combustible. Una sola ballena azul puede producir una cosecha de grasa de unas 50 toneladas.

### Salud
La grasa de las ballenas y focas contiene ácido graso omega 3 y vitamina D. Sin la vitamina D, por ejemplo, los Inuit y otros nativos del ártico probablemente sufrirían de raquitismo. Existe evidencia que la grasa de ballena en la dieta ártica también provee las calorías necesarias para compensar la falta de carbohidratos que existen en las dietas de otras culturas del resto del mundo.

### Toxicidad
En el siglo XXI la grasa de ballena contiene bifenilos policlorados (PCBs) productos del impacto de actividades de los humanos, carcinógenos que dañan los sistemas nervioso, inmune y reproductivo del ser humano. Se desconocen las fuentes de las concentraciones de PCB. Dado que las ballenas dentadas se encuentran en la parte superior de la cadena alimenticia, muy probablemente ingieren grandes cantidades de industrial pollutants (bioacumulados); aun las ballenas barbadas, a causa de la gran cantidad de alimentos que consumen, son proclives a almacenar químicos tóxicos en sus cuerpos. Adicionalmente, una elevada concentración de mercurio en la grasa de las focas del ártico canadiense.